# Impsat
Impsat Fiber Networks, Inc. fue una empresa de telecomunicaciones de origen argentino, con presencia en Latinoamérica y Estados Unidos. Tendió redes metropolitanas en varias ciudades de América Latina. Prestaba servicios de datacenter, transmisión de datos, telefonía e internet para el segmento corporativo.
En principio perteneció al Grupo Pescarmona, pero sus abultadas deudas, la caída de sus acciones por la explosión de la burbuja punto com y la crisis económica argentina de los años 2000, produjeron que fuese absorbida por sus acreedores en el año 2002.
En 2006 Impsat, por entonces en poder de acreedores, fue vendida a Global Crossing.